# Lysergene
Lysergene ist ein musikalisches Nebenprojekt des Esoteric-Gitarristen Gordon Bicknell.

## Geschichte
Lysergene wurde von Gordon Bicknell als elektronisches Soloprojekt gegründet. Bicknell, programmierte, produzierte und gestaltete Musik schon seit der Mitte der 1990er Jahre, damit Jahre vor den ersten Aufnahmen Lysergenes. Etwa zur gleichen Zeit konnte er mit der Funeral-Doom-Band Esoteric erste Bekanntheit erlangen. Nach zwei Veröffentlichungen über Aesthetic Death Records änderte Bicknell, inspiriert von der britischen Dubstep-Szene die musikalische Ausrichtung des Projektes und wechselte den Vertragspartner. Nach zwei Split-Veröffentlichungen über Area Recordings wechselte er zu Phantom Hertz Recordings. Trotz des Interesses Live mit Lysergene in Erscheinung zu treten, verweigert sich Bicknell klassischer DJ-Auftritte, da er eine Live-Performance bevorzuge und „nicht bloß auf den Play-Knopf drücken“ wolle.

## Stil
Die über Aesthetic Death Records erschienenen Veröffentlichungen werden dem Post-Industrial und Electro zugeordnet. In Rezensionen werden Vergleiche zu Skinny Puppy, Nine Inch Nails, Scorn und Terrorkraft bemüht. Die Musik sei in Schichten arrangiert und kombiniere noisige Loops, Drones und Samples mit tanzbaren Beats, welche der Electronic Body Music der 1980er Jahre nahe stünden. Die Musik sei Rhythmusbetont sowie mit Verzerrungen versehen. Die späteren Veröffentlichungen werden überwiegend dem Dubstep zugerechnet. Die Musik sei durch typische Elemente wie Subbass und Half Step geprägt.

## Diskografie
- 2008: Critical Mass (Album, Aesthetic Death Records)
- 2009: The Death of the Sun (Split-Album mit Dust to Dearth, Aesthetic Death Records)
- 2010: Sub Ritual / Revelation (Split-EP mit Be-1ne, Area Recordings)
- 2010: Double Meaning / Inner Workings (Split-Single mit Be-1ne, Area Recordings)
- 2012: Low Voltage Volume 22 (EP, Phantom Hertz Recordings)
- 2012: The Way Home (Split-EP mit Forensics, Phantom Hertz Recordings)